# Epigonus elegans
Epigonus elegans és una espècie de peix pertanyent a la família dels epigònids.

## Descripció
- Pot arribar a fer 15,3 cm de llargària màxima.
- 7 espines i 9 radis tous a l'aleta dorsal.
- Opercle amb espina.
- Les aletes pèlviques arriben gairebé a la meitat de la longitud ventroanal o més enllà encara.[5][6][7]

## Hàbitat
És un peix marí, mesobentònic-pelàgic i batidemersal que viu entre 230 i 500 m de fondària sobre el fons marí principalment.

## Distribució geogràfica
Es troba al Pacífic sud-oriental.

## Observacions
És inofensiu per als humans i la seua esperança de vida és de 8 anys.